# Sleeper effect
Tzv. sleeper efekt je psychologický jev, kdy se informace, jež je určitým způsobem znehodnocena (např. nedůvěryhodný zdroj), v paměti jedince stává stále přesvědčivější v důsledku toho, že zapomíná na její původ.
Za normálních okolností, pokud jsou lidé vystaveni přesvědčivé informaci, jejich souhlasné postoje k obsahu informace významně vzrostou. Po čase se ovšem postupně vracejí k původním hodnotám, téměř jako by nové informaci nikdy nebyli vystaveni. Normální průběh vnímání informace a následné změny postoje zkoumali blíže Eagly a Chaiken v roce 1993. Informace s nízkou kredibilitou zdroje nevyvolá v jedinci pocit důvěryhodnosti a nevede tedy k následné změně postoje. Nicméně lidé mají tendenci v průběhu času zapomínat na zdroj informace a zůstává pouze informace samotná, což způsobí, že jejich postoj se postupně mění a důvěra se zvyšuje (Hovland a Weiss, 1951; Cook a Flay, 1978). Jako příklad může posloužit politická kampaň během důležitých voleb, voliči zpravidla považují negativní reklamu na konkurenční strany za nedůvěryhodnou a uvědomují si, že jde o placenou záležitost. I zdroj může být nedůvěryhodný. Přesto se tato negativní informace zakotví v myslích voličů a díky sleeper efektu postupně získává na síle.

## Polemika okolo existence sleeper efektu
Jeden z významných aspektů této polemiky, zejména v průběhu raných studií, spočívá v míře obtížnosti docílení efektu (např. Capon a Hulbert, 1973 nebo Gilling a Greenwald, 1974). Po několika neúspěšných pokusech o zopakování Hovlandových experimentů se zvažovalo přijetí nulové hypotézy, a sice že sleeper efekt ve skutečnosti neexistuje (Gilling a Greenwald, 1974). Nicméně Cook ve spolupráci s Gruderem, Henniganem a Flayem v roce 1979 vysvětlili předchozí neúspěchy nesplněním základních požadavků na vznik sleeper efektu. Podle nich se sleeper efekt objeví, pouze jsou-li splněny následující podmínky, které musí být splněny současně:
1. informace je přesvědčivá,
2. znehodnocující činitel je dostatečně silný, aby potlačil počáteční změnu postojů,
3. dostatečný odstup mezi okamžitým testem a následným post-testem,
4. dopad samotné informace na postoje trvá i v průběhu následného post-testu.

Protože sleeper efekt působí zřejmě proti intuici, výzkumníci se od roku 1950 pokouší vysvětlit, jak a proč tento efekt vzniká.

## Zapomínání a disociace
Hovland, Lumsdaine a Sheffield (1949) jako první objevili efekt v dobře známé studii, demonstrující zpožděný dopad propagačního filmu o druhé světové válce na americké vojáky. Výzkumníci předpokládali, že zapomenutí devalvačního činitele (jímž byl v tomto případě zdroj o nízké kredibilitě) bude důvodem vzniku sleeper efektu. Tento předpoklad se ale ukázal jako nesprávný, zjistilo se, že účastnící si stále dokáží vzpomenout na zdroj informace. Následně Hovland s Weissem (1951) upravili hypotézu zapomínání na hypotézu disociace. Sleeper efekt se tedy objevuje na základě postupného zániku vazby mezi informací a znehodnocujícím činitelem v průběhu času. Vede-li poté informace ke změně postoje, není asociována se zdrojem.

## Odlišný rozpad
V pozdějších letech Pratkanis, Greenwald, Leippe a Baumgardner (1988) přišli s další alternativní hypotézou, odlišnou od hypotéz Hovlanda. Tvrdí, že podmínky, za kterých je pravděpodobný vznik sleeper efektu, nesouvisí s disociací. Na základě 17 experimentů vytvořili teorii odlišného rozpadu (differential decay), který předpokládá, že sleeper efekt se objevuje na základě odlišné doby zániku vzpomínky (dopadu) na informaci samotnou a její zdroj. Podle nich se vzpomínka na zdroj ztrácí rychleji než dopad informace. Zde nastává změna postojů. Dále zjistili, že pro vznik sleeper efektu je lepší, když identifikace zdroje následuje po přijetí informace, spíše než aby předcházela.